# Milton Banana
Milton Banana, nato Antônio de Souza, (Rio de Janeiro, 23 aprile 1935 – Rio de Janeiro, 15 maggio 1999), è stato un batterista brasiliano.

## Biografia
Il batterista esordì professionalmente nel 1955, anno in cui si unì dapprima alla Waldir Calmon Orchestra e poi ai Milionários do Ritmo, con esibizioni nei locali di Rio. L’anno successivo si aggregò al gruppo che aveva sostituito Johnny Alf all’Hotel Plaza, suonando con Luiz Eça al pianoforte, Ed Lincoln al contrabbasso, João Donato alla fisarmonica e Claudette Soares come cantante. Poco dopo venne reclutato da João Gilberto: nel 1958 era in studio di registrazione nella sezione ritmica che accompagnava Gilberto nella celebre incisione di Chega de saudade; e, sempre di supporto al  chitarrista, partecipò successivamente alla registrazione di un’altra pietra miliare della bossa nova, Desafinado. Sotto la direzione di Aloysio de Oliveira, al locale Au Bon Gourmet nel 1962 Milton Banana fu il batterista testimone della storica esibizione congiunta di Vinícius de Moraes, Antônio Carlos Jobim e João Gilberto; e nello stesso anno fece parte del gruppo dei migliori musicisti di bossa nova che partecipò alla spedizione a New York esibendosi al celebre concerto tenutosi alla Carnegie Hall. L’anno successivo era il batterista a supporto di Gilberto e di Stan Getz nell’incisione dell’LP Getz/Gilberto, e a seguire partì per una tournée europea con Gilberto, il contrabbassista Tião Neto e João Donato.
Durante la sua carriera, Milton Banana fu molto attivo in sala di incisione e in esibizioni dal vivo, a sostegno di musicisti famosi oppure alla testa del trio che aveva formato e con il quale incise parecchi lavori; l’ultimo spettacolo live fu Chega de saudade, da lui presentato nel 1998 a Copacabana. Il batterista è morto nel 1999; alla cerimonia funebre spiccava una corona floreale che recava la scritta “Milton, a cui il Brasile non ha mai reso omaggio né ha mai riconosciuto”, ghirlanda offerta “a nome di tutti i musicisti del Brasile” da parte del compagno di tante collaborazioni musicali João Gilberto.

## Discografia
- 1963 - O ritmo e o som da bossa nova
- 1965 - Milton Banana Trio
- 1965 - Vê
- 1966 - Balançando com Milton Banana Trio
- 1967 - O som do Milton Banana Trio
- 1968 - Milton Banana Trio
- 1968 - O Trio
- 1969 - Milton Banana Trio
- 1971 - Amigo é pra essas coisas
- 1972 - Milton Banana
- 1974 - Milton Banana
- 1975 - Milton Banana
- 1976 - Balançando 2
- 1977 - Samba é isso-Milton Banana Trio
- 1979 - Ao meu amigo Chico-Samba é isso-vol. 3
- 1980 - Ao meu amigo Tom-Samba é isso-vol. 4
- 1981 - Ao meu amigo Vinicius-Samba é isso-vol. 5
- 1983 - No balanço
- 1984 - Linha de passe[9]